# Podivín
Podivín é uma cidade checa localizada na região de Morávia do Sul, distrito de Břeclav‎.